# Carpodacus dubius
Carpodacus dubius là một loài chim trong họ Fringillidae.